# Kabardinische Sprache
Die kabardinische Sprache (auch Ost-Tscherkessisch) ist eine nordwestkaukasische Sprache. Die rund 1,6 Millionen Sprecher dieser Sprache sind Tscherkessen. Die kabardinische oder osttscherkessische Schriftsprache wurde aus dem Dialekt des tscherkessischen Stammes der Kabardiner gebildet und ist auch die Schriftsprache für den Stamm der Beslenejer. Die Kabardiner in Russland bezeichnen ihre Sprache als къэбэрдеибзэ (qăbărdeibză) oder mit dem Oberbegriff адыгэбзэ (adəgăbză), der die tscherkessischen Sprachen im Allgemeinen bezeichnet.

## Verbreitungsgebiete und Sprecherzahlen
Die ursprüngliche Heimat der Sprache ist das Gebiet zwischen den Flüssen Kuban und Terek nördlich des Kaukasus, das heute die Nordhälfte der autonomen Republik Kabardino-Balkarien sowie Teile der angrenzenden Gebiete ausmacht. Die Sprache hat sowohl in Kabardino-Balkarien als auch im westlich angrenzenden Karatschai-Tscherkessien offiziellen Charakter. Nachdem die Russen am Ende des Kaukasuskrieges 1864 die Macht über die Kabardiner übernommen hatten, flohen zahlreiche Mitglieder des Volkes in das damalige Osmanische Reich und siedelten sich in Nordanatolien an, wo heute etwa zwei Drittel der Sprecher (im Jahre 2005 etwa eine Million) des Kabardinischen leben. Im ursprünglichen Sprachgebiet lebten 2002 etwa 500.000 Muttersprachler. Einige Kabardiner wanderten auch in andere Länder wie Jordanien (56.000), Syrien (39.000) und Deutschland (14.000) aus.

## Klassifikation
Zusammen mit dem sehr nahe verwandten Adygeischen bildet das Kabardinische die tscherkessischen Sprachen. Diese wiederum formen mit dem Abchasischen und dem Abasinischen sowie dem inzwischen ausgestorbenen Ubychischen die Sprachfamilie der nordwestkaukasischen Sprachen. Eine Verwandtschaft dieser Sprachfamilie mit den nordostkaukasischen Sprachen im Ostkaukasus wird diskutiert, ist jedoch nicht allgemein anerkannt.

### Dialekte
Die Dialekte des Kabardinischen sind Baksan, Malka, Mozdok, Kuban, Terek und das von einigen Wissenschaftlern als eigenständige Sprache angesehene Beslenej. Der Baksan-Dialekt ist die Grundlage für die kabardinische Schriftsprache.

## Alphabet
Das Kabardinische wurde ab 1923 in lateinischer Schrift geschrieben. Seit 1936 wird es in kyrillischer Schrift geschrieben. Das kabardinisch-kyrillische Alphabet umfasst 54 Buchstaben.
| А а /aː/                        | Э э /a/           | Б б /b/       | В в /v/       | Г г /ɣ/         | Гу гу /ʷ\|ɡʷ/   | Гъ гъ /ʁ/    | Гъу гъу /ʷ\|ʁʷ/    |
| Д д /d/                         | Дж дж /d͡ʒ\|ɡ\|ɡʲ/ | Дз дз /d͡z/    | Е е /ja\|aj/  | Ё ё /jo/        | Ж ж /ʒ/         | Жь жь /ʑ/    | З з /z/            |
| И и /jə\|əj/                    | Й й /j/           | К к /k/       | Ку ку /ʷ\|kʷ/ | Къ къ /q/       | Къу къу /ʷ\|qʷ/ | Кхъ кхъ /q͡χ/ | Кхъу кхъу /ʷ\|q͡χʷ/ |
| Кӏ кӏ /t͡ʃʼ\|t͡ʃʼ/ oder /kʼ\|kʲʼ/ | Кӏу кӏу /ʷ\|kʷʼ/  | Л л /ɮ\|l/    | Лъ лъ /ɬ/     | Лӏ лӏ /ɬʼ/      | М м /m/         | Н н /n/      | О о /aw\|wa/       |
| П п /p/                         | Пӏ пӏ /pʼ/        | Р р /r/       | С с /s/       | Т т /t/         | Тӏ тӏ /tʼ/      | У у /w\|əw/  | Ф ф /f/            |
| Фӏ фӏ /fʼ/                      | Х х /x/           | Ху ху /ʷ\|xʷ/ | Хъ хъ /χ/     | Хъу хъу /ʷ\|χʷ/ | Хь хь /ħ/       | Ц ц /t͡s/     | Цӏ цӏ /t͡sʼ/        |
| Ч ч /t͡ʃ/                        | Чӏ чӏ /t͡ʃʼ/       | Ш ш /ʃ/       | Щ щ /ɕ/       | Щӏ Щӏ /ɕʼ/      | Ъ ъ /ˠ/         | Ы ы /ə/      | Ь ь /ʲ/            |
| Ю ю /ju/                        | Я я /jaː/         | ӏ /ʔ/         | ӏу /ʷ\|ʔʷ/    |                 |                 |              |                    |